# Свіблово (електродепо)
55°51′35″ пн. ш. 37°39′10″ сх. д. / 55.85972° пн. ш. 37.65278° сх. д.
Електродепо «Сві́блово» (ТЧ −10) (рос. Электродепо «Свиблово») обслуговує Калузько-Ризьку лінію Московського метрополітену.

## Лінії, що обслуговує
| Лінія                 | Роки   |
| --------------------- | ------ |
| Калузько-Ризька лінія | З 1978 |

## Рухомий склад
| Тип вагонів                        | Роки                                 |
| ---------------------------------- | ------------------------------------ |
| Е, Еж, Ем-508, Ем-509              | 1978–1996                            |
| 81-717.5/714.5                     | 1992 — 2021                          |
| 81-717.5М/714.5М                   | 1993 — 2021                          |
| 81-717/714                         | 2011 — 2019                          |
| 81-760/761 «Ока»                   | 2017 — 2018, з 2021                  |
| 81-760А/761А/763А «Ока»            | в 2018, з 2021                       |
| 81-765/766/767 «Москва»            | з 14 травня 2018                     |
| 81-765.3/766.3/767.3 «Москва»      | 2018 — 2020, з 2021                  |
| 81-765.4/766.4/767.4 «Москва-2019» | 8 жовтня 2019 — березня 2020, з 2021 |
| 81-775/776/777 «Москва-2020»       | 1 грудня 2020 — 6 грудня 2021        |